# Tai-Madō Gakuen 35 Shiken Shōtai
Tai-Madō Gakuen 35 Shiken Shōtai (japanisch 対魔導学園35試験小隊, deutsch „35. Versuchszug der Antimagieschule“) ist eine Light-Novel-Serie von Tōki Yanagimi, die von Kippu illustriert wurde. Sie erschien in Japan von 2012 bis 2016 und wurde als Manga und Anime adaptiert. Sie ist in die Genres Fantasy und Action einzuordnen. Eine der Mangaserien erscheint auf Deutsch unter dem Titel Anti Magic Academy Test-Trupp 35.

## Inhalt
Während in der Vergangenheit Magie die vorherrschende Macht war, werden die Magier seit den Hexenkriegen bekämpft, und Schusswaffen sind dabei das Mittel der Wahl. Die eigens dafür gegründete Anti Magic Academy bildet Hexenjäger aus, die die Magie bekämpfen sollen. Hier studiert auch Takeru Kusanagi (草薙 タケル), Spross einer alten Familie von Schwertkämpfern. Er kann mit Schusswaffen wie mit Magie nichts anfangen und kämpft mit seinem Katana, das er so gut beherrscht, dass er auch Kugeln im Flug abwehren kann. Mit ihm bilden die Scharfschützin Usagi Saionji (西園寺 うさぎ) und die für Herstellung und Wartung der Waffen sowie Informationsbeschaffung zuständige Ikaruga Suginami (杉並 斑鳩) den Test-Trupp 35, in den die armen und unfähigen Schüler abkommandiert werden. Entsprechend liegen die drei in der Wertung aller Trupps der Akademie auf dem letzten Platz.
Dann jedoch wird vom Direktor der Akademie dessen Adoptivtochter und Musterschülerin Ōka Ōtori (鳳 桜花) der Truppe zugeordnet, die zuvor ein Mitglied der Inquisition war, jedoch wegen exzessiver Gewalt aus dieser geworfen wurde. Ōtori ist die Chance für die Gruppe, endlich bessere Leistungen zu erzielen, und sie verbessert auch deren Bewertung – jedoch stets allein, da sie die anderen drei für unfähig hält. Kusanagi versucht, ein besseres Verhältnis zu ihr aufzubauen und sie in den Trupp einzubinden. Zudem weist der Direktor ihnen mit Mari Nikaidō (二階堂 マリ) eine junge Hexe zu, die eigentlich der Inquisition übergeben werden müsste und vor dieser geheim gehalten wird. Letztes Mitglied ist die alchemistisch erschaffene Halbelfin Kanaria (カナリア).
Sowohl Takeru als auch Ōka besitzen Relic Eater genannte magische Waffen mit eignen Persönlichkeiten: Takeru das Schwert The Malleus Maleficarum Type-Twilight „Mistilteinn“, das jedoch oft die Form eines jungen Mädchens namens Lapis annimmt, und Ōka die Zwillingspistolen Vlad.

## Buch-Veröffentlichungen
Die Light Novel erschien in Japan in 13 Bänden, beginnend am 25. Mai 2012. Den letzten, 13. Band brachte der Verlag Fujimi Shobō am 20. Juli 2016 heraus. Zwei weitere Bände mit Nebengeschichten namens Tai-Madō Gakuen 35 Shiken Shōtai: Another Mission wurden am 20. November 2015 und 20. August 2016 veröffentlicht. Eine chinesische Übersetzung erschien bei Tong Li Publishing in Taiwan.
Eine erste Manga-Adaption des Stoffs, umgesetzt von Sutarō Hanao, erschien vom 9. November 2012 (Ausgabe 12/2012) bis 9. Mai 2014 (Ausgabe 6/2014) im Magazin Dragon Age bei Fujimi Shobō. Die Sammelausgabe umfasst drei Bände, die von Mai bis Oktober 2017 in deutscher Übersetzung bei Panini Manga erschienen. Eine chinesische Fassung wird von Tong Li Publishing veröffentlicht.
Vom 27. Dezember 2014 (Ausgabe 2/2014) bis 26. Dezember 2015 (Ausgabe 2/2016) erschien im Gekkan Comic Alive bei Media Factory eine zweite Manga-Adaption, die von Yōhei Yasumura gezeichnet wird. Sie wurde zudem in zwei Sammelbänden veröffentlicht. Seven Seas Entertainment lizenzierte den Manga für eine englische Übersetzung.

## Anime-Adaption
Beim Studio Silver Link entstand 2015 eine Anime-Adaption der Light Novel für das japanische Fernsehen. Hauptautor war Kento Shimoyama und Regie führte Tomoyuki Kawamura. Kōsuke Kawamura entwarf das Charakterdesign und die künstlerische Leitung lag bei Shigemi Ikeda und Yukiko Maruyama. Für das Mechanical Design war Mika Akitaka verantwortlich, Produzenten waren Chika Takagi und Jun'ichirō Tamura.
Die Serie wurde vom 8. Oktober bis 24. Dezember 2015 nach Mitternacht (und damit am vorigen Fernsehtag) erstmals ausgestrahlt. Die Plattform Crunchyroll veröffentlichte eine englisch untertitelte Fassung des Animes per Streaming Media als Simulcast unter dem Titel Anti-Magic Academy: The 35th Test Platoon, ebenso wurde eine französisch untertitelte Fassung von Anime Digital Network verbreitet und eine spanische von AsiAnime. Bei J-One erfolgte eine Fernsehausstrahlung der französischen Untertitelversion.

### Synchronisation
| Rolle            | japanischer Sprecher (Seiyū) |
| ---------------- | ---------------------------- |
| Ōka Ōtori        | Reina Ueda                   |
| Usagi Saionji    | Rumi Ōkubo                   |
| Ikaruga Suginami | Ryoko Shiraishi              |
| Takeru Kusanagi  | Yoshimasa Hosoya             |
| Mari Nikaidō     | Kanae Itō                    |
| Lapis            | Iori Nomizu                  |

### Musik
Die Musik der Serie stammt von a-bee. Der Vorspann ist unterlegt mit dem Lied Embrace Blade von Afilia Saga, und der Abspanntitel ist Calling my Twilight von Kanako Itō.